# لسعد النويوي
لسعد النويوي (مواليد 8 مارس 1986 في مرسيليا - فرنسا) لاعب كرة قدم تونسي يلعب حاليا لصالح نادي النادي الإفريقي التونسي منذ 2008 في مركز المهاجم كما يجيد اللعب في مركز الوسط المهاجم .

## روابط خارجية
- لسعد النويوي على موقع الاتحاد الدولي (مؤرشف)  (الإنجليزية)
- لسعد النويوي على موقع الاتحاد الأوربي (الإنجليزية)
- لسعد النويوي على موقع رابطة كرة القدم اليابانية للمحترفين (اليابانية)
- لسعد النويوي على موقع إي إس بي إن إف سي (الإنجليزية)
- لسعد النويوي على موقع قاعدة بيانات كرة القدم.إي يو (الإنجليزية)
- لسعد النويوي على موقع بيانات كرة القدم. دي إي (الألمانية)
- لسعد النويوي على موقع ليكيب (الفرنسية)
- لسعد النويوي على موقع ناشيونال فوتبول تيمز (الإنجليزية)
- لسعد النويوي على موقع Soccerbase.com (لاعب) (الإنجليزية)
- لسعد النويوي على موقع Soccerway.com (الإنجليزية)